# 大間仁
大間仁（だいま じん）は、新沢基栄の漫画『3年奇面組』、『ハイスクール!奇面組』に登場するキャラクター。通称「えびすの仁」。声優は龍田直樹。奇面組のメンバーで、立ち位置は右端。

## 概要

### プロフィール
昭和40年生まれ（後述）。血液型はB型。身長は50～175cm、体重は60kg。中学校で2回落第しているため、高校進学時は17歳。

### 性格・特徴
一人称は「僕」（稀に「俺」）。あだ名の由来にもなった「えびす」のような、いつも笑っているような顔と福耳が特徴的。性格は至って温厚、柔和、のんびり屋。寝ることと休むことで一日の大半が終わる。極度の怠け者ゆえに部屋は散らかり放題で、寝坊しそうになった時も「留年したっていい」と発言している。異常なほどの食欲の持ち主であり、朝食では10合のご飯を食べる。授業中は居眠りの常習犯であるが、4限の終了のチャイムが鳴ると同時に目を覚まし、早速、昼食に取り掛かる。「得意科目は給食」と言うほど。普段は滅多に怒りを表に出すことの無い柔和な性格であるが、食べ物の恨みだけは例外である。両親が旅行に出かけ、弁当を作ってもらえず、昼食が食べられなくなった際は、クラスメートから言葉巧みに弁当のオカズをせしめるなど、意外と話術も巧みである。豪曰く、空腹が極限まで募ると舌バカになり、周りの物が何でも食べ物に見え、見境無く襲いかかる。目の前に転がった七味を瓶ごと食べたこともある。ただし極度に不味いものは苦手であり、『フラッシュ!』では一応中学学食の30分以内に食べきれば無料になるカレーライスに挑戦したが、あまりの不味さに嘔吐してしまった。
また温厚な性格のため、病院に入院したきりの淵乃屋麻衣を気遣うなど優しい一面も見られる。強烈な個性を放つ奇面組メンバーの中では一番地味と言われ、たまに目立ったりした際は周りから反応があるほど。
特技の一つは物真似や声帯模写。「ハンバーグが食べたいな」と菅原洋一のモノマネと、青島幸男の意地悪ばあさんのモノマネをする場面もある。強運の持ち主で、自動販売機の当たりくじなどを連続で引き当てたこともある。
また、運動神経も抜群とは言いがたく、原作の「クラブ挑戦シリーズ」の野球部と腕組の試合では、出番前にバットを持たずに、打席に向かおうとして主将を落胆させるなど、目立った場面は少なかったが、アニメでは先制の満塁ホームランを放っている。
出瀬潔とは、奇面組結成前は不仲だったが、後に行動を共にすることが多い親友関係となる。潔は毎朝、大間家に立ち寄り、両親も手こずるほどの寝坊助の仁を起こして一緒に登校している。
奇面組のニューリーダー選抜の際には、何もせず寝てばっかりだったため、すぐに取り止めとなった。
高校卒業後「美味しいものをたくさん食べるため」に調理師専門学校に進学。何とか卒業したが、勤め先の店での仕事が3日と持たず、事実上、実家の店を継がねばならない状況に追い込まれている。
読切版では「仁」と言う名前のみが決定していた。
キャラクター人気投票では、1回目は男性キャラクター7位、2回目は総合で15位。

## 番外編での仁
「刑事編」では島津署特犯課の刑事として登場。通称「ゴハン」。事件関係者の家で食事にありつくことを仕事の生き甲斐とする刑事。可塁沢の殺人事件調査では目立った活躍はなく、酒2本とツマミを盗んでいた。
「ウルトラ編」では宇宙科学防衛警備一応秘密武装怪奇とにかく怪獣やっつけ隊（通称「やっつけ隊」）の隊員として登場。特に役割はなしと紹介されており、怪獣に「テンプラウドン」と名前を付けたくらいである。

## 家族構成と実家
大間九（だいま きゅう）
声 - 納谷六朗
大間ケーキ店（アニメでは「パンとケーキの大間」）店主。仁の父。息子同様に穏やかな性格だが、仁を起こす際は妙な行動を取る事がある。息子のぐうたらぶりを「誰に似たんだ」と嘆くが「あなたです」と妻に突っ込みを入れられる。 顔の部品はひげがある以外、仁と瓜二つ（連載最終盤の5年後の話では髪形こそ微妙に変化しているが仁も同じようなヒゲを生やしている）。
妻同様に『フラッシュ!』では息子が大食のせいで食べる速度が異常に速いと設定されている。
大間時代（だいま じよ）
声- 中野聖子、梨羽由紀子（80話）
シリアスでクールな常識人として書かれていたが、『フラッシュ!』では息子が大食のせいで食べる速度が異常に速いと設定されている。仁の父と夫婦仲良くしているシーンが見られる。作中では名前が登場しないが、アニメ設定資料集にて判明。
大間翁（だいま おう）
仁の祖父で、九の父。普段は田舎暮らししている。ぐうたらな性格や反応の鈍さは息子や孫をはるかに凌ぎ、仁をして「じいちゃんにくらべたら、ぼくなんかまだあわてものの部類!」と言わしめている。仁の家に遊びに来た時には、家族が食べ終わってから「いただきます」と言って食べ始めるなど、極端な行動の遅さに周囲は振り回された。

### 実家
「大間ケーキ店」（アニメでは「パンとケーキの大間」）を営む。クリスマスの際は客を優先するため、仁はケーキを食べさせてもらえない。

## その他
1985年、アニメの主題歌を担当することになったうしろゆびさされ組の高井麻巳子は、週刊少年ジャンプ誌上でのインタビューで、（奇面組の中で好きなキャラは？の質問に）「仁くんが一番好き。いつも笑っている顔も、福耳もいい」と答えている。